# Ophiomyia aricella
Ophiomyia aricella är en tvåvingeart som beskrevs av Spencer 1982. Ophiomyia aricella ingår i släktet Ophiomyia och familjen minerarflugor. Inga underarter finns listade i Catalogue of Life.